# Pelina neaenescens
Pelina neaenescens är en tvåvingeart som beskrevs av Clausen 1973. Pelina neaenescens ingår i släktet Pelina och familjen vattenflugor. Inga underarter finns listade i Catalogue of Life.